# Perry Saturn
Perry Arthur Satullo (* 25. Oktober 1966 in Lakewood, Ohio), besser bekannt unter dem Ringnamen Perry Saturn, ist ein ehemaliger US-amerikanischer Wrestler italienischer Herkunft. Derzeit ist er als Nachwuchstrainer beim Marktführer WWE beschäftigt.

## Karriere

### Sportlicher Hintergrund und Anfänge
Satullo hat einen sportlichen Hintergrund im Judo und Karate. 
Er begann sein Training in der Wrestlingschule von Killer Kowalski. Nachdem Satullo das Training beendet hatte, gab er am 27. Oktober 1990 in der United States Wrestling Association sein Debüt.
Es folgten verschiedene Verpflichtungen in Japan und in den USA, z. B. bei der World Wrestling Federation.

### Extreme Championship Wrestling / World Championship Wrestling
Im Frühjahr 1995 debütierte Satullo bei ECW. Dort trat er zusammen mit John Kronus als Tag Team, „The Eliminators“, auf. In den Jahren 1996 und 1997 gewannen Satullo und Kronus dreimal die ECW World Tag Team-Titel.
Um seine Drogen- und Medikamentenabhängigkeit zu besiegen, nahm er an einer Drogentherapie teil.
Nach seiner Drogentherapie debütierte Satullo am 3. November 1997 bei World Championship Wrestling. Satullo gewann in diesem Match den WCW World Television Titel von Disco Inferno. Diesen gab er nach einem Monat wieder an Disco Inferno ab. 
In der WCW schloss Satullo sich dem Stable Raven's Flock an. Mit diesem fehdete er gegen Chris Benoit und Diamond Dallas Page. Im Mai 1998 begann er eine Fehde zusammen mit Horace gegen seine ehemaligen Stablekollegen. 

### World Wrestling Federation / Independent
Am 1. Februar 2000 debütierte Satullo in der World Wrestling Federation. Dort bildete er mit Chris Benoit, Dean Malenko und Eddie Guerrero das Stable Radicalz.
Nach der Auflösung des Stables trat Satullo wieder im Einzelbereich auf. Vorwiegend wurde Satullo in der neuen WWF Hardcore Division eingesetzt. Dort durfte er zweimal die WWE Hardcore Championship erringen.  Im März 2002 entließ die WWE ihn.
Nach seiner Entlassung trat Satullo bei mehreren Independentligen auf (z. B. World Wrestling All-Stars oder New Japan Pro-Wrestling).

### NWA Total Nonstop Action Wrestling / Independent
Am 26. März 2003 debütierte Satullo bei NWA Total Nonstop Action Wrestling. Dort wurde er mit zwei ehemaligen ECW-Wrestlern (New Jack und The Sandman) in ein Stable eingebunden. Nach einigen Matches, die meist nach Hardcore-Regeln ausgetragen wurden, verließ er die Promotion wieder.
Ab Mai 2003 trat Saturn wieder bei einigen Independentligen auf. Am 15. September beendete er seine Karriere vorläufig bei New Japan Pro Wrestling.
Ab Oktober 2011 kehrte Satullo für einige Matches bei kleineren Promotions zurück, bevor er ab Oktober 2013 beim Marktführer WWE als Trainer für den Nachwuchsbereich eingestellt wurde.

## Erfolge

### Titel
- Independent Wrestling Federation

- 2× IWF Light Heavyweight Champion

- United States Wrestling Association

- 1× USWA World Tag Team Champion (mit John Kronus)

- Extreme Championship Wrestling

- 3× ECW World Tag Team Champion (mit John Kronus)

- World Championship Wrestling

- 2× WCW World Tag Team Champion (1× mit Raven und 1× mit Chris Benoit)
- 1× WCW World Television Champion

- World Wrestling Federation

- 1× WWF European Champion
- 2× WWF Hardcore Champion

## Wissenswertes
Bevor er seine Wrestling-Karriere begann, war Satullo zwischen 1984 und 1988 Soldat in der U.S. Army. Im April 2004 wurde er in den Nacken geschossen, als er eine Frau vor einer Vergewaltigung retten wollte. Er bekam im Anschluss eine Metallplatte und mehrere Schrauben eingesetzt.